# Aerangis mooreana
Aerangis mooreana là một loài thực vật có hoa trong họ Lan. Loài này được (Rolfe ex Sander) P.J.Cribb & J.Stewart mô tả khoa học đầu tiên năm 1983.

## Hình ảnh

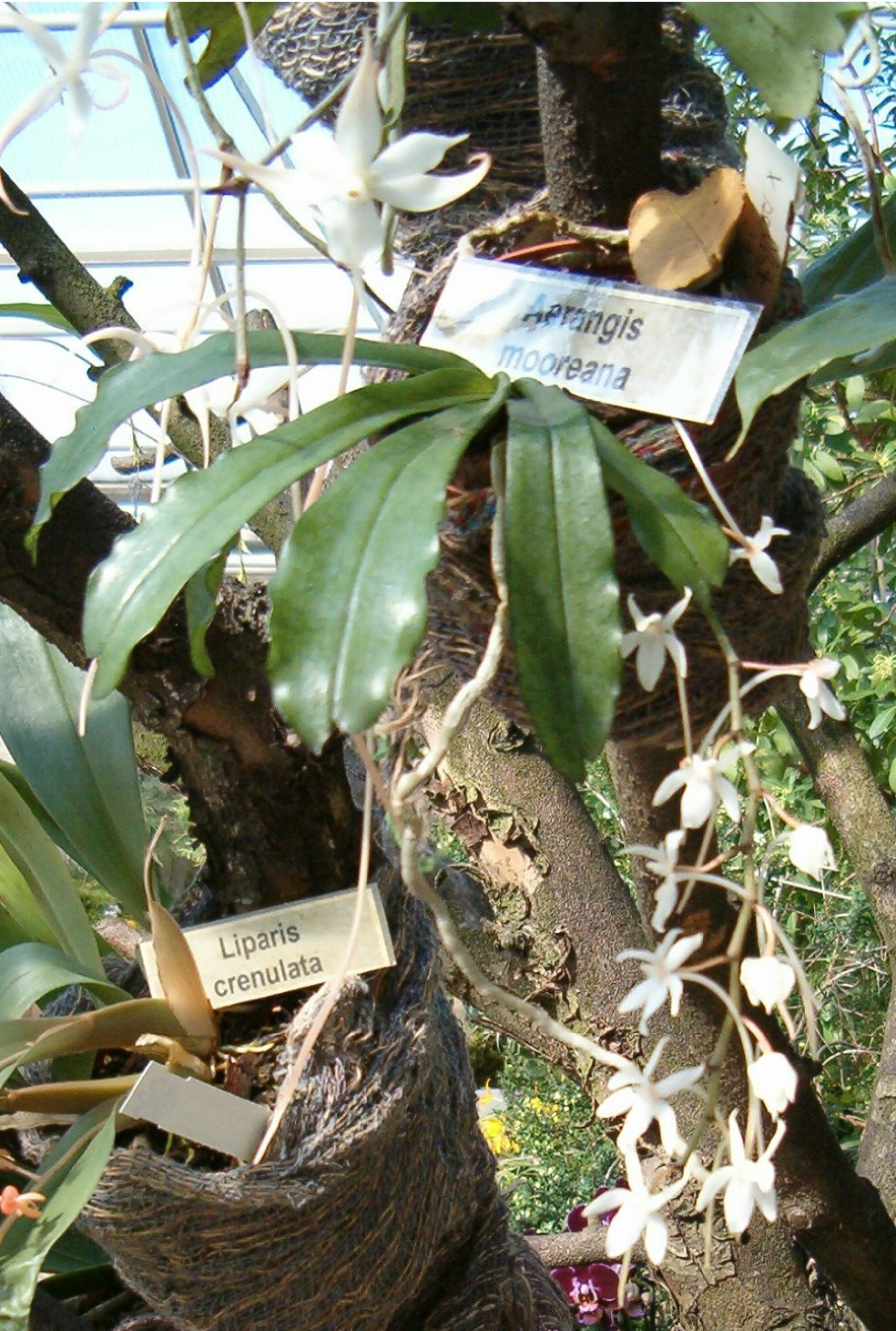